# Acatempan
Acatempan är en ort i Mexiko.   Den ligger i kommunen Teloloapan och delstaten Guerrero, i den södra delen av landet, 150 km sydväst om huvudstaden Mexico City. Acatempan ligger 1 657 meter över havet och antalet invånare är 1 391.
Terrängen runt Acatempan är huvudsakligen kuperad, men åt sydost är den platt. Runt Acatempan är det ganska glesbefolkat, med 36 invånare per kvadratkilometer. Närmaste större samhälle är Teloloapan, 5,7 km norr om Acatempan. I omgivningarna runt Acatempan växer huvudsakligen savannskog.